# Jakub Kochanowski
Jakub Kochanowski (Giżycko, 17 luglio 1997) è un pallavolista polacco, centrale dell'Asseco Resovia.

## Carriera

### Club
Allievo del MOSiR Giżycko, all'età di 16 anni viene ingaggiato dall'AZS Olsztyn ma essendo selezionato per entrare nella formazione federale del SMS Spała, dove conclude la propria formazione nelle tre annate successive, esordisce nella prima squadra del club di Olsztyn, e quindi anche in Polska Liga Siatkówki, nell'annata 2016-17. Dopo un biennio in biancoverde, accetta la proposta dei campioni di Polonia in carica dello Skra Bełchatów dove si trasferisce nel campionato 2018-19 e dove resta per un paio di stagioni conquistando la Supercoppa polacca 2018.
Nella stagione 2020-21 passa allo ZAKSA con cui si aggiudica la Supercoppa, la Coppa di Polonia e la CEV Champions League. Dopo una sola annata a Kędzierzyn-Koźle, per il campionato 2021-22 è invece ingaggiato dall'Asseco Resovia, con il quale conquista una Coppa CEV.

### Nazionale
Dopo aver conquistato appena diciassettenne la medaglia d'argento con la nazionale under 20 al campionato europeo di categoria 2014, nell'anno successivo inanella tre successi consecutivi con la under 19: dapprima il Campionato europeo, poi il Festival olimpico della gioventù europea ed infine il Campionato mondiale. Con lo stesso gruppo nel 2016 si aggiudica il Campionato europeo under 20 e nel 2017 il Campionato mondiale under 21, torneo del quale viene nominato Most Valuable Player.
Ottiene le prime convocazioni nella nazionale maggiore nel 2017, esordendo il 3 giugno in una partita contro l'Italia. Nel 2018 si laurea campione del Mondo, a cui fa seguito, nel 2019, la medaglia di bronzo al campionato europeo e quella d'argento alla Coppa del Mondo e, nel 2021, l'argento alla Volleyball Nations League e il bronzo al campionato europeo. 
Nel 2022 conquista il bronzo alla Volleyball Nations League e l'argento al campionato mondiale, mentre nel 2023 si aggiudica l'oro alla Volleyball Nations League, venendo premiato come miglior centrale, e al campionato europeo. Nel 2024 mette al collo il bronzo alla Volleyball Nations League e l'argento ai Giochi della XXXIII Olimpiade, ottenendo in entrambe le competizioni il riconoscimento come miglior centrale, e nel 2025 la medaglia d'oro alla Volleyball Nations League, premiato come MVP e miglior centrale.

## Palmarès

### Club
- Coppa di Polonia: 1

2020-21
- Supercoppa polacca: 2

2018, 2020
- CEV Champions League: 1

2020-21
- Coppa CEV: 1

2023-24

### Nazionale (competizioni minori)
- Campionato europeo under 20 2014
- Campionato europeo under 19 2015
- XIII Festival olimpico della gioventù europea
- Campionato mondiale under 19 2015
- Campionato europeo under 20 2016
- Campionato mondiale under 21 2017
- Memorial Hubert Wagner 2017
- Memorial Hubert Wagner 2018
- Memorial Hubert Wagner 2021
- Memorial Hubert Wagner 2023

### Premi individuali
- 2017 - Campionato mondiale under 21: MVP
- 2023 - Volleyball Nations League: Miglior centrale
- 2024 - Volleyball Nations League: Miglior centrale
- 2024 - Giochi della XXXIII Olimpiade: Miglior centrale
- 2025 - Volleyball Nations League maschile: MVP
- 2025 - Volleyball Nations League maschile: Miglior centrale